# Incidente della cabinovia del Crest
L'incidente della cabinovia del Crest avvenne la mattina del 13 febbraio 1983 sulla cabinovia Champoluc-Crest, sita nel comune di Ayas in Valle d'Aosta. Solo una delle 12 persone coinvolte sopravvisse, un bambino di 9 anni.

## Antefatti
La cabinovia Champoluc-Punta Crest è un impianto di risalita, situato nella frazione Champoluc del comune di Ayas in Valle d'Aosta, il cui scopo è quello di collegare il paese con la frazione di Crest. Serve non solo da impianto di arroccamento per accedere alle piste da sci in inverno e ai sentieri in estate, ma anche come mezzo di trasporto pubblico locale. L'impianto di allora, il primo costruito su quella linea e la prima cabinovia del comune di Ayas, era una cabinovia bifune ad ammorsamento automatico con cabine da 4 posti. Era stata inaugurata nel 1960.
La caratteristica di essere bifune consiste nell'avere una fune fissa su cui le cabine scorrono, detta fune portante, e una fune mobile chiusa ad anello detta fune traente, che traina appunto i veicoli lungo la linea. Dato che l'impianto è ad ammorsamento automatico, entrando in stazione i veicoli si staccano dalla fune traente e rallentano, permettendo salita e discesa dei passeggeri in modo più agevole.

## Incidente
Alle ore 10:40, una cabina appena lanciata dalla stazione di valle si stacca dalla fune traente scivolando di nuovo in stazione e urtando una cabina non ancora lanciata in linea. Senza i moderni sistemi di controllo, una cabina mal ammorsata era cosa comune e perciò l'impianto venne fermato e successivamente riavviato. 
Nell'intervallo di tempo intercorso tra l'arresto e il riavvio, tra i primi due sostegni una cabina si sgancia dalla fune traente, scivolando sulla fune portante fino a scontrarsi con quella precedente. A questo punto, la fune portante presentava un punto con carico doppio rispetto al normale. Al riavvio, la fune traente crea un "colpo di frusta", causando lo scarrucolamento e la caduta di tutte le cabine tra il primo e il secondo sostegno. Tutte e tre le cabine coinvolte erano piene, trasportando in tutto 12 persone. 11 di queste morirono, sopravvisse solo un bambino di 9 anni.

## Una tragica coincidenza
Poche ore dopo e a pochi chilometri di distanza, a Torino si verificò l'incendio del Cinema Statuto. Maurizio Maria Verna, torinese di 29 anni, recatosi a Champoluc per una domenica di sci, scampò per poco all'incidente avendo ceduto il suo posto ad un'altra persona in coda. Morì poche ore dopo nell'incendio.

## Indagini
La settimana successiva il disastro vennero arrestati con l'accusa di omicidio colposo plurimo l'amministratore delegato della società, il caposervizio tecnico e il manovratore della cabina. Vennero rilasciati in libertà provvisoria nel marzo dello stesso anno, e il processo di primo grado si tenne nel novembre del 1985. La sentenza li assolse con formula piena.

## Ricostruzione
L'impianto da quel giorno non ha più riaperto. Nel corso dell'estate del 1983 è stato sostituito da una più moderna cabinovia monofune, sempre ad ammorsamento automatico, ma con cabine da 6 posti. Riutilizzava parte dei sostegni dell'impianto incidentato, oltre che l'edificio della stazione a monte e parte di quello di valle. 
L'impianto è stato demolito completamente dopo 35 anni di esercizio nell'estate del 2018, facendo posto a una nuova cabinovia da 8 posti con nuove stazioni e una linea leggermente ruotata.